# 양성우 (야구인)
양성우(梁誠佑, 1989년 5월 2일 ~ )는 전 KBO 리그 한화 이글스의 외야수이다.

## 한화 이글스시절
2012년에 입단하였다.

## 경찰 야구단시절
2014년에 입단하였다.

## 한화 이글스복귀
2015년에 복귀하였다. 2020년 10월 23일에 방출됐다.

## 논란
- 2017년 4월 21일 경기 후 2017년 4월 22일 새벽 3시에 오선진과 함께 나이트 클럽에 방문해 음주 및 흡연을 하는 모습이 발견됐다. 당일에 야구 경기가 있는데도 늦은 시간에 이런 행동을 보여 많은 팬들의 질타를 받았다. 결국 오선진과 함께 1군 엔트리에서 제외됐다.

## 출신 학교
- 하안북초등학교
- 선린중학교
- 충암고등학교
- 동국대학교

## 통산 기록
| 연도 | 팀명  | 타율  | 경기 | 타수 | 득점 | 안타 | 2루타 | 3루타 | 홈런 | 루타 | 타점 | 도루 | 도실 | 볼넷 | 사구 | 삼진 | 병살 | 실책 |
| ---- | ----- | ----- | ---- | ---- | ---- | ---- | ----- | ----- | ---- | ---- | ---- | ---- | ---- | ---- | ---- | ---- | ---- | ---- |
| 2012 | 한화  | 0.195 | 45   | 87   | 12   | 17   | 3     | 0     | 0    | 20   | 3    | 6    | 1    | 15   | 1    | 27   | 1    | 0    |
| 2013 | 한화  | 0.000 | 1    | 2    | 0    | 0    | 0     | 0     | 0    | 0    | 0    | 0    | 0    | 0    | 0    | 1    | 0    | 0    |
| 2016 | 한화  | 0.271 | 108  | 384  | 52   | 104  | 12    | 4     | 4    | 136  | 53   | 5    | 2    | 39   | 9    | 67   | 6    | 3    |
| 2017 | 한화  | 0.277 | 118  | 358  | 42   | 99   | 26    | 1     | 2    | 133  | 40   | 4    | 4    | 38   | 12   | 51   | 8    | 4    |
| 2018 | 한화  | 0.254 | 73   | 209  | 32   | 53   | 9     | 0     | 2    | 68   | 13   | 1    | 1    | 22   | 4    | 32   | 8    | 1    |
| 2019 | 한화  | 0.168 | 56   | 119  | 11   | 20   | 3     | 0     | 1    | 26   | 6    | 1    | 0    | 9    | 0    | 28   | 2    | 0    |
| 2020 | 한화  | 0.222 | 5    | 9    | 1    | 2    | 0     | 0     | 0    | 2    | 0    | 0    | 0    | 0    | 0    | 3    | 0    | 0    |
| 통산 | 7시즌 | 0.253 | 406  | 1168 | 150  | 295  | 53    | 5     | 9    | 385  | 115  | 17   | 8    | 123  | 26   | 209  | 25   | 8    |